# Żelazków
Żelazków [pronunciación en polaco: /ʐɛˈlaskuf/] es un pueblo ubicado en el distrito administrativo de Gmina Słupca, dentro del Distrito de Słupca, Voivodato de Gran Polonia, en el oeste de Polonia central. Se encuentra aproximadamente a 7 kilómetros al este de Słupca y a 73 kilómetros al este de la capital regional Poznań.